# Rosa Bruguera i Bellmunt
Rosa Bruguera i Bellmunt (Sabadell, 1 d'abril de 1940) és una política i sindicalista catalana.

## Biografia
Ha treballat a Banca Catalana de 1965 a 1988, com a cap de targetes de crèdit (1973-1977) i al departament de publicitat i relacions públiques (1977-1988).
Des del 1967 ha estat membre de Solidaritat d'Obrers de Catalunya (SOC) i de la Confederació Sindical de Catalunya (CSC). Milita a Convergència Democràtica de Catalunya des del 1974 on va ser la fundadora del partit a Gràcia. Va ser membre de la Comissió Permanent fins al V Congrés de CDC. Va formar part del Comité Executiu a Barcelona el 1984-1989 i responsable d'acció cívica i corporativa el 1992-1996. Va ser Consellera Nacional de CDC (2003-?).
Ha estat elegida diputada per la Província de Barcelona per CiU a les eleccions al Parlament de Catalunya de 1988, 1992, 1995 i 1999, i ha estat Secretària de la Comissió de Justícia, Dret i Seguretat Ciutadana (1988-1995) i Secretària de la Comissió d'Estudi sobre les Causes que generen Violència Infantil (1995-1999).
És membre de l'Ateneu Barcelonès.
El 2001 va fundar Dones d'Avui per Catalunya, de la que n'és presidenta.
Ha estat presidenta del Club d'Amics de la Unesco de Barcelona.
És Vicepresidenta de la Fundació Música Solidària.